# Huitzuco de los Figueroa (kommun)
Huitzuco de los Figueroa är en kommun i Mexiko.   Den ligger i delstaten Guerrero, i den sydöstra delen av landet, 130 km söder om huvudstaden Mexico City. Antalet invånare är 37 364. Arean är 922 kvadratkilometer.
Terrängen i Huitzuco de los Figueroa är kuperad åt sydost, men åt nordväst är den bergig.
Följande samhällen finns i Huitzuco de los Figueroa:
- Huitzuco de los Figueroa
- San Francisco Ozomatlán
- Lagunillas
- Nanche Dulce
- Atopula